# West Devon
Il West Devon è un distretto locale del Devon, Inghilterra, Regno Unito, con sede a Tavistock.
Il distretto fu creato con il Local Government Act 1972, il 1º aprile, 1974 dalla fusione del municipal borough di Okehampton con il Distretto rurale di Okehampton e il Distretto rurale di Tavistock.

## Parrocchie civili
- Beaworthy
- Belstone
- Bere Ferrers
- Bondleigh
- Bradstone
- Bratton Clovelly
- Bratton Fleming
- Brentor
- Bridestowe
- Broadwoodkelly
- Buckland Monachorum
- Chagford
- Coryton
- Dartmoor Forest
- Drewsteignton
- Dunterton
- Exbourne
- Germansweek
- Gidleigh
- Gulworthy
- Hatherleigh
- Highampton
- Horrabridge
- Iddesleigh
- Inwardleigh
- Jacobstowe
- Kelly
- Lamerton
- Lewtrenchard
- Lifton
- Lydford
- Marystow
- Mary Tavy
- Meavy
- Meeth
- Milton Abbot
- Monkokehampton
- Northlew
- North Tawton
- Okehampton
- Okehampton Hamlets
- Peter Tavy
- Sampford Courtenay
- Sampford Spiney
- Sheepstor
- Sourton
- South Tawton
- Spreyton
- Sticklepath
- Stowford
- Sydenham Damerel
- Tavistock
- Throwleigh
- Thrushelton
- Walkhampton
- Whitchurch